# 대동청년단
대동청년단(大同靑年團)은 1947년 9월 21일에 지청천을 중심으로 창설되었던 반공주의 우익 청년단체이다. 이 단체는 서북청년회와 함께 1948년 12월 19일에 조직된 대한청년단으로 통합되어 그 중추세력이 되었다.

## 개요
1947년 4월 광복군의 총사령관이었던 지청천이 귀국해, 청년단체의 대동단결이라는 기치를 내걸고 우익계열의 32개 단체를 통합, 결성하였다. 이후 우익 단체간에 헤게모니 싸움이 발생했다. 이후 서북청년단에서 선우기성 중심의 합류파는 이탈하여 대동청년단에 가입했으며, 문봉제 중심의 재건파는 이승만의 친위대 역할을 하였다. 대동청년단은 김구의 지지자들을 중심으로 구성되었으며 이승만을 지지하는 단체들은 대동청년단을 견제하기 위해 48년 2월 5일 구국청년총연맹을 결성했다.
반공 및 단독정부 수립의 이승만과 민족통일 및 남북협상의 김구에게로 우익 진영이 갈라지자 주로 이승만 노선에 맞추어서 활동하였다. 대동청년단이 5.10총선거와 단독정부 수립에 적극 참여하자 이에 반대하는 대동청년단의 일부는 1948년 7월 31일 김규식의 민족자주연맹 산하로 들어가 자주통일청년단을 결성했다.
1948년 정부수립 후 이승만은 자신의 지지기반 확보라는 정치적 목적을 위하여, 또 하나의 통합청년운동단체인 대한청년단을 조직하게 되었다. 이에 따라 대동청년단도 대통령의 명령에 의하여 대한청년단으로 통합, 흡수되어 그 중추 세력이 되었다. 해체 시점은 정확하지 않아 대한청년단에 흡수된 뒤에도 일부 독자적으로 활동했고 경남 거창에서의 활동에 대한 증언도 생겼다. 1950년 5.30 총선거에도 개입했다는 증언도 있다.

## 역대 총선 결과
| 실시년도 | 선거     | 국회정원 | 당선자 현황 (지역구 당선/후보) | 득표    | 득표율 |
| -------- | -------- | -------- | ------------------------------ | ------- | ------ |
| 1948년   | 1대 총선 | 200      | 9/66                           | 494,813 | 7.27%  |

## 같이 보기
- 지청천
- 이범석
- 서북청년회
- 조선민족청년단
- 백의사

## 참고 자료
- 《대동청년단의 조직과 활동》 <역사와현실 99년3월호> 김수자 저, (역사비평사, 1999)
- 《한국청년운동사》, 선우기성 저,(금문사, 1973)
- 《한국현대사산책》〈1940년대편 2권〉, 강준만 저, (인물과사상사, 2004)